# Bibrax
Bibrax war eine Stadt der Remer im belgischen Gallien, die in Gaius Iulius Caesars De bello Gallico erwähnt wird.
Sie lag acht Meilen (zwölf Kilometer) entfernt von einem Lager an der Aisne, das Caesar errichtet hatte. Entweder ist sie mit dem heutigen Vieux-Laon oder Camp de Saint-Thomas (Département Aisne) identisch.
Laut Caesars Angaben wurde Bibrax im Jahr 57 v. Chr. von den Belgern belagert. Als Caesar den Remern Hilfe schickte, zogen die Belger ab, nachdem sie zuvor die Gegend verwüstet hatten, und wurden später von Caesar geschlagen.